# Wilhelm Cremer (Schriftsteller)
Franz Wilhelm Cremer (* 19. Mai 1874 in Krefeld; † 10. Juli 1932 in Berlin) war ein  deutscher Schriftsteller und Übersetzer.

## Leben und Werk
Wilhelm Cremer war der Sohn eines Kaufmanns. Er besuchte das Gymnasium und studierte an den Universitäten in Berlin und München. Er unternahm ausgedehnte Reisen in Europa und nach Übersee. Später lebte er als freier Schriftsteller in Berlin-Steglitz. Vor dem Ersten Weltkrieg veröffentlichte er eine Reihe von Romanen und Erzählbänden. Nach 1918 trat er vor allem als Herausgeber von populären Klassikern und Schullesebücher hervor; daneben übersetzte er zahlreiche Werke aus dem Englischen und Französischen.

## Werke
- Verlorene Söhne, Berlin 1906
- Das große Tor, Berlin 1909
- Die Liebe ist so komisch, Berlin 1909
- Der vergnügte Idiot, Berlin 1910
- Auf der alten Mauer, Berlin 1911
- Das entlarvte Berlin, Berlin 1913
- Das sittliche Recht des Krieges, Diesdorf bei Gäbersdorf 1915
- Die Fremdenlegion – eine Gefahr für das besetzte Gebiet, Berlin 1920
- Junge Welt, Berlin 1920
- Die Entdeckung des Erdballs, Berlin 1924; Reprint 2009 (?): ISBN 978-3-8262-0303-9

## Herausgeberschaft
- Arabische Nächte, Berlin 1922
- Brandenburgisches Lesebuch, Bielefeld [u. a.] (herausgegeben zusammen mit Oskar Wahnelt)
- Der Erbe des Teufels, Berlin 1923
- Das Galgenmännlein, Berlin 1923
- Lewis Wallace: Ben Hur, Berlin 1924
- Miguel de Cervantes Saavedra: Der scharfsinnige Junker Don Quixote von La Manche, Berlin 1925
- Wilhelm Hauff: Lichtenstein, Berlin 1925
- Alexandre Dumas père: Die drei Musketiere, Berlin 1926
- Alexandre Dumas père: Zwanzig Jahre nachher, Berlin 1926
- Friedrich Gerstäcker: Die Flußpiraten des Mississippi, Berlin 1926
- Friedrich Gerstäcker: Gold, Berlin 1926
- Friedrich Gerstäcker: Die Regulatoren in Arkansas, Berlin 1926
- Friedrich Gerstäcker: Tahiti, Berlin 1926
- Friedrich Gerstäcker: Unter dem Äquator, Berlin 1926
- Unsere Mark Brandenburg, Bielefeld (herausgegeben zusammen mit Oskar Bahnelt)
- Von deutscher Art und Kunst, Bielefeld (herausgegeben zusammen mit Karl Kaul)
- Werner von Siemens: Aus Werner von Siemens' Lebenserinnerungen, Bielefeld 1929
- Deutsche Gedichte, Bielefeld [u. a.] 1931

## Übersetzungen
- Honoré de Balzac: Die tolldreisten Geschichten, Berlin 1924
- Edward Bulwer-Lytton: Die letzten Tage von Pompeji, Berlin 1924
- Victor F. Calverton: Der Bankrott der Ehe, Hellerau b. Dresden 1929
- Theodore Dreiser: Der Titan, Berlin [u. a.] (übersetzt zusammen mit Marianne Schön)
- Gustave Flaubert: Madame Bovary, Berlin 1924
- Joseph S. Fletcher: Die Frau mit den zwei Namen, Hellerau 1929
- Joseph S. Fletcher: Das Geheimnis von Markenmore, Hellerau 1930
- Joseph S. Fletcher: Das Geld des Toten, Hellerau 1929
- Joseph S. Fletcher: Das Haus, das offen stand, Hellerau 1930
- Joseph S. Fletcher: Der Mann, der im Walde lag, Hellerau 1931
- Joseph S. Fletcher: Die Sicherheitsnadel, Hellerau 1930
- Joseph S. Fletcher: Das Verbrechen im Nachtzug, Hellerau 1930
- Richard Austin Freeman: Das Haus mit den drei Eingängen, Hellerau b. Dresden 1931
- Richard Austin Freeman: Der rote Daumenabdruck, Hellerau 1932
- Richard Austin Freeman: Schatten der Tiefe, Hellerau 1932
- Richard Austin Freeman: Wie ein Dieb in der Nacht, Hellerau bei Dresden 1930
- James Hay: Das Haus ohne Licht, Berlin 1922
- Isaac Don Levine: Stalin, der Mann von Stahl, Hellerau 1931
- Guy de Maupassant: Der schöne Freund, Berlin 1924
- Guy de Maupassant: Unser Herz, Berlin 1924
- Henri Murger: Bohème, Berlin 1925
- Edgar Allan Poe: Rätselhafte und unheimliche Geschichten, Berlin 1923
- Edgar Allan Poe: Seltsame Geschichten, Berlin 1925
- Antoine François Prévost d’Exiles: Geschichte der Manon Lescaut und des Chevalier des Grieux, Berlin 1926
- Marcus E. Ravage: Glanz und Niedergang des Hauses Rothschild, Hellerau 1930
- Bernard Shaw: Der Amateursozialist, Berlin 1908
- Bernard Shaw: Künstlerliebe, Berlin 1908 (übersetzt zusammen mit Alfred Brieger)
- Bernard Shaw: Die törichte Heirat, Berlin 1908
- Henryk Sienkiewicz: Quo vadis?, Berlin 1924
- Georgij A. Solomon: Unter den roten Machthabern, Berlin 1930
- Cecil John Charles Street: A.S.F.: Der Weg ins Traumland, Berlin 1925
- Lev D. Trockij: Die wirkliche Lage in Rußland, Hellerau bei Dresden 1928
- Oscar Wilde: Das Bildnis des Dorian Gray, Berlin 1922
- Oscar Wilde: Märchen, Berlin 1922